# Manuel Carra
Manuel Carra Fernández (2 de abril de 1931-26 de enero de 2024) fue un pianista español.

## Trayectoria
Después de estudiar en el Conservatorio de la capital andaluza con las profesoras María Luisa Soriano y Julia Torras, obteniendo las más altas calificaciones, se trasladó a Madrid, en 1947, para ampliar sus estudios en la cátedra de virtuosismo del Real Conservatorio, regentada por José Cubiles. Igualmente obtuvo en Madrid los más importantes galardones: premio extraordinario de piano, premio de virtuosismo. Su perfeccionamiento lo realiza en París con Lazare Lévy en piano y con Olivier Messiaen en análisis. Amplía estudios de música contemporánea en Darmstadt (Alemania) y más tarde estudia clave con Ruggero Gerlin en Siena (Italia). 
Manuel Carra empezó su carrera de concertista sin impaciencias, ya que dedicó casi todo su tiempo al estudio, pero con gran seguridad y brillantez, actuando solo y con las Orquestas Nacional, Filarmónica, de Radio Nacional de España, en Madrid, y con la Municipal de Barcelona.
En 1954 estrenó con la Nacional el Concierto para piano del joven compositor madrileño Cristóbal Halffter, que repitió en Barcelona. Igualmente ha estrenado obras de Manuel Castillo.También actuó el mismo año en el Festival Internacional de Granada. 
Es a partir de 1952 cuando desarrolla una gran actividad de conciertos por toda España y otros países de Europa, África y América en recitales y como solista con orquestas. Muchos años como ayudante de Cubiles obtiene cátedra de piano en el Real Conservatorio Superior de Música de Madrid. 
Profesor en cursos internacionales, especialista en técnicas de interpretación y escuelas españolas de piano, tiene publicados diversos trabajos al respecto. Fue nombrado profesor honorario de piano del Conservatorio de Málaga en 1949 y el Ayuntamiento de dicha ciudad le ha concedido el premio a la mejor labor musical. En 1998 fue elegido académico de número de la sección de Música de la Real Academia de Bellas Artes de San Fernando. 
En Málaga se encuentra el Conservatorio de Enseñanzas Profesionales con su nombre.